# 牧野保成
牧野 保成（まきの やすしげ）は、戦国時代の武将。東三河地方の国人領主。牛窪城主。通称は出羽守、田三郎。牧野成種の子。天文期に戦国大名今川氏に属して戸田氏に奪われていた所領を回復したが、永禄期半ばに徳川家康の東三河進出に抵抗し敗死した。

## 概要
戦国時代東三河地方の史料の一つである『牛窪記』の中心人物として知られる一方、徳川氏との戦いに敗れて滅亡したために、これと対照的に徳川氏に臣従した同族の牧野右馬允の系統が徳川譜代大名・旗本（幕臣）として存続する過程で牧野保成の事績とその系譜は江戸幕府編纂の系図類から欠け落ち（あるいは意図的に抹消され）、今日ではその事績・死没の事情などに諸説あって謎の多い人物である。しかし、東三河地方の寺社の古文書や棟札、近世成立の史書や奥平氏等の他の東三河国人の関係文書の記述中にもその名は見いだされる。また、同族とされる長岡藩牧野家においても彌彦神社にその神霊を祀り、近世大名の牧野家の秘事として伝えられていたとする。

## 事績

### 不明確な前半生
保成は近世大名である長岡牧野家の系図によれば牧野成種の子とされるが、生年は不明である。天文期に入ると、写しも含めた古文書類によって、保成が今川氏との関係性において積極的に活動していたことが類推される。天文7年（1538年）牛窪北鉄屋大工の助九郎へ与える免許状（牛窪北鉄屋大工助九郎安堵状）に「保成」名義で連署しており、現在知られている保成の最古の同時代文書である。この文書への署名は実名のみで田三郎などの通称は記されていない。
同時代文書は無いが、諸記録に享禄2年（1529年）宝飯郡長山村の牛窪に牧野右馬允と共に新城（いわゆる牛久保城）を築造したとされる。また『牛窪記』には、牛久保城主は、牧野保成とある。しかし、保成自身がこの新城・牛久保城の城主と成ったかどうかは明確ではない。後世の寛政重修諸家譜等には牧野氏勝（成勝・民部丞）・牧野貞成（民部允・右馬允・新二郎）・牧野成定（右馬允・新次郎、成守とも）と相伝されたことになっている。
また、牛久保には古城としての「牛窪城」が在ったともいい、あるいは近隣の大聖寺と並ぶ長山一色城が有り、これを後に「牛窪城」と称したともいう。『牛窪密談記』では「一色の城（牛窪に改名す）を牧野出羽守保成が守護した」との記述もあることから、いずれにせよ保成は「牛窪城」を居城としていたと推定される。

### 今川氏の助力で失地回復
天文15年（1544年）9月28日付の今川家発給文書により、渥美郡の吉田城周辺に牧野保成の所領が認められるとされる。
保成はこの年の今川義元の東三河地方への出陣に先立ち、今川家との数通の文書のやり取りによって、先年の戸田氏等による自領の失地を回復できるように請願しており、太原雪斎や朝比奈泰能・朝比奈親徳の両朝比奈氏等の今川家重臣の裏書き書判を得ていた。そして保成は、この頃には吉田城主の牧野田蔵系の通称・田三郎を称している（「天文十五年丙午九月廿八日、牧野田三郎保成条書写」）。
義元は同年11月に天野景泰（安芸守）等の率いる駿・遠の軍勢と松平広忠家臣の酒井忠尚・石川忠成・阿部定吉を将とする西三河勢を東三河に入れ、天文6年（1537年）より吉田城を占拠していた戸田宣成（金七郎）に対し、攻城戦のすえに討滅し、吉田城を支配下に置いたのである。そして、この時に牧野保成へ吉田城周辺の牧野氏旧領を返付したと思われる。しかし、約束されていた城主の地位は牧野氏に戻されないまま、保成は今川氏の置く城代（初め伊東元実のち小原鎮実）の軍事指揮権に服していたと考えられる。この頃より、牧野保成は今川氏の勢力を背景に東三河の牧野一族の惣領権を確保したと考えられるが、反面それは戦国大名今川氏への依存度を高めることになった。
天文22年（1553年）には御津（豊川市）の大恩寺阿弥陀堂の棟札に「牧野出羽守保成」と記し、息子の田三郎成元・甥の牧野右馬允成守（『牧野家系図』では成守は成定の前名とされる。）と共に同阿弥陀堂の再興寄進の大旦那を務めた。棟札銘文には「家督 伝三良成元」の署名から、保成はその時点で息子成元に既に家督を譲渡していたことが判る。

### 反今川派牧野貞成との訣別
弘治2年（1556年）には、実弟の牧野貞成（民部丞）が親今川派の保成と立場を異にして、織田氏に款みを通じる西条吉良系で当時西条城城主の吉良義昭に与同して今川氏に反抗。しかし乱は今川軍にほどなく鎮圧された。東三河に退いた貞成は既に同年2月今川義元の布達で牛久保城主の地位を失っており、蟄居隠棲した。
この事後処理として今川義元は同族の牧野成定を貞成の跡目として牛久保城に入れ、この成定は惣領・牧野保成の意向に従って今川方として行動を共にしてゆく。

### 徳川家康の進攻に抗戦
永禄4年（1561年）4月には徳川家康が今川氏に反旗を翻し牛久保城を急襲すると、牧野保成はただちに今川氏の命により家康に与した国人・西郷正勝の本拠地八名郡中山（現・豊橋市）を攻撃したが撃退された。
以後、牧野保成は甥の成定と共に今川方の先鋒として徳川軍の進攻を迎え撃ち、戦いを繰り返した。
しかし、永禄5年2月の一宮砦（豊川市一宮町）攻防戦で遠征部隊を引率した今川氏真と徳川家康が直接対決し、氏真が完敗。その後、野田城が奪回され、同年9月29日の御油東岡合戦（御油片坂合戦とも呼ぶ）とこれに引き続いた「八幡・佐脇合戦」ではまた家康自身の出馬により、駐留今川軍も惨敗した。それ以後、牧野保成は苦戦となる。
なお、保成の関連した戦いは以下の通り。
1. 「中山の戦い」；永禄4年（上記。「堂山の戦い」とも呼ぶ）。
2. 「高城砦の戦い」；永禄4年。中山の戦いに連動した戦い。西郷領の同砦は中山の後背山地にあり、菅沼定盈・西郷勝茂（孫七郎、西郷正勝3男）が守っていたが、陥落し西郷勝茂は戦死した。
3. 「御油東岡合戦」；永禄5年9月、上記のとおり家康出馬により敗北。
4. 「牛久保城外の戦い」；永禄6年3月。牛久保城外12-13町（距離；約1.3-1.4km）まで出張して徳川軍と激戦（上記文献）。

- これら合戦の関連項目→牧野成定にある。

### 諸説ある保成の最期
翌永禄6年（1563年）3月の「牛久保城外の戦い」では大剛の勇士とされた保成も重傷を負った。この時の相手は徳川方の将・松井忠次であったともいう（『牛窪密談記』による。但し宝飯郡八幡三片城という異説あり）。この頃より保成の事績を示す同時代文書や記録も無く、近世初期成立の『牛窪記』は負傷後、その場で自害と記し、同じく近世初期の『牛窪密談記』では暫く後に自害ともいう。あるいはその負傷がもとでその年にそのまま死去したとする説もある。また、同士討ちによる戦死という宮嶋記のような異説も存在し、保成の死去の有り様は混沌としている。

## 系譜
- - 父：牧野成種（出羽守）。
- 母：不詳
- 実弟：牧野貞成（民部丞・右馬允・新二郎、牛久保城主第二代）。
- 妹として奥平定能（飛弾守。ただし奥平氏側では美作守と伝えている）の室があり、その間に奥平信昌が生まれた。「奥平松平系図」では牧野成種女（すなわち保成妹）とされるが、この女性について保成の娘説もある。
- 甥：牧野成定（右馬允・新次郎、牛久保城主、一説に別名を成守）。
- 子：嫡男・牧野成元（しげもと、田三郎、のち出羽守か）、ほかに牧野成真（しげざね、通称・出羽守、あるいは成元の子か）、内記某（伝不詳）、雲翁上人（浄土宗西山派の学頭と云う）。

## 葬地・法名
葬地は不明（一説に大聖寺付近、牛窪記では「城外閑カナル処ニ卵塔（卵塔婆）」を作って密葬したと云う）。
法名・明誉信惣居士、新潟県の彌彦神社の旧五所宮に長岡藩牧野家によって、同名で神霊を祀られていた。
（牧野氏では、保成の死後、その鎮魂に腐心した様子が窺える。越後長岡藩主・牧野忠辰が、五所宮を創建し、牧野出羽守保成等の霊を祀った。保成・怨霊の鎮魂であったとも云われている。）

## 出自

### 保成は牧野平三郎系
牧野氏系図によれば牧野平三郎系の牧野成興（平三郎、生年不詳 - 文明8年（1476年））の嫡子牧野忠高（右京進）の養子に牧野成種・成勝兄弟があり、保成は成種の嫡子であるとされる。
しかし、田三郎という通称から、今橋城主・牧野古白の直系子孫とする説もある。

### 保成以前の牧野出羽守
「今川記」に寛正6年（1465年）に三河国額田郡にて牢人大場・丸山等（もと東条吉良家人、あるいは幕府御家人とも）の一揆鎮圧を室町幕府より命ぜられた人物として牧野出羽守の名がある。この出羽守は時代的には保成の父・成種または祖父の事と考えられる。

### 応仁の乱の影響と牧野田蔵系の台頭
もと三河守護職家の一色義直に仕えた牧野平三郎成興の子・忠高（右京進）には実子が無かったらしく、これを養子として継いだのが成種であったが、牧野城・瀬木城・今橋城と築城し守護一色氏の郡代一色時家の被官から自立への道を歩む牧野田蔵系に比して、応仁の乱に敗れた西軍一色義直の直臣であった牧野平三郎系を引き継いだ出羽守一族は保成の頃には守護家一色氏の後ろ盾もなく、その東三河における立場は微妙であったと思われる。